# Col Coal Bank
Le col Coal Bank, en anglais Coal Bank Pass, est un col des montagnes Rocheuses, dans l'État américain du Colorado. Il est situé à une altitude de 3 243 m dans le comté de San Juan et la forêt nationale de San Juan.